# Košarka na Poletnih olimpijskih igrah 1980
Košarka na Poletnih olimpijskih igrah 1980. Tekmovanje je potekalo za moške in ženske reprezentance.

## Dobitniki medalj
| Kategorija | Zlato | Srebro | Bron |
| Moški      | Jugoslavija Andro Knego Dragan Kićanović Rajko Žižić Mihovil Nakić Željko Jerkov Branko Skroče Zoran Slavnić Kresimir Ćosić Ratko Radovanović Duje Krstulović Dražen Dalipagić Mirza Delibašić                                                 | Italija Fabrizio Della Fiori Marco Solfrini Marco Bonamico Dino Meneghin Renato Villalta Renzo Vecchiato Pierluigi Marzorati Pietro Generali Romeo Sacchetti Roberto Brunamonti Michael Sylvester Enrico Gilardi                                    | Sovjetska zveza Stanislav Jerjomin Valerij Miloserdov Sergej Tarakanov Aleksander Salnikov Andrej Lopatov Nikolaj Derjugin Sergej Belov Vladimir Tkačenko Anatolij Miškin Sergėjus Jovaiša Aleksander Belosteni Vladimir Žigili |
| Ženske     | Sovjetska zvezaOlga Bariševa · Tatjana Ivinska · Neli Ferjabnikova · Vida Beselienė · Tatjana Ovečkina · Angelė Rupšienė · Ljubov Šarmaj · Uljana Semjonova · Tetjana Nadirova · Olga Suharnova · Nadežda Shuvajeva-Olhova · Ljudmila Rogožina | BolgarijaKrasimira Bogdanova · Vanja Dermendžijeva · Silvija Germanova · Petkana Makavejeva · Nadka Golčeva · Penka Stojanova · Jevladija Slavčeva · Kostadinka Radkova · Snežana Mihajlova · Angelina Mihajlova · Penka Metodijeva · Dijana Dilova | Jugoslavija Vera Đurašković Mersada Bećirspahić Jelica Komnenović Mira Bjedov Vukica Mitić Sanja Ožegović Sofija Pekić Marija Tonković Zorica Đurković Vesna Despotović Biljana Majstorović Jasmina Perazić                     |

## Medalje po državah
| Poz | Država          | Zlato | Srebro | Bron | Skupaj |
| 1   | Jugoslavija     | 1     | 0      | 1    | 2      |
| 1   | Sovjetska zveza | 1     | 0      | 1    | 2      |
| 3   | Italija         | 0     | 1      | 0    | 1      |
| 3   | Bolgarija       | 0     | 1      | 0    | 1      |